# Rio Pombo
Rio Pombo är ett vattendrag i Brasilien.   Det ligger i delstaten Mato Grosso do Sul, i den södra delen av landet, 700 km sydväst om huvudstaden Brasília.
Omgivningen kring Rio Pombo är huvudsakligen savann. Området är nästan obefolkat, med mindre än två invånare per kvadratkilometer.